# Sporophila caerulescens
Sporophila caerulescens là một loài chim trong họ Thraupidae.